# Coupe du Kazakhstan de football 1998-1999
Navigation
Édition précédente Édition suivante
La Coupe du Kazakhstan 1998-1999 est la 7e édition de la Coupe du Kazakhstan depuis l'indépendance du pays. Elle prend place du 6 mai 1998 au 16 juillet 1999.
Cette édition concerne exclusivement les quatorze clubs de la première division 1998.
La compétition est remportée par le Kaysar-Hurricane Kyzylorda qui l'emporte face au Vostok-Altyn Öskemen à l'issue de la finale pour gagner sa première coupe nationale. Ce succès permet au Kaysar-Hurricane de se qualifier pour la Coupe d'Asie des vainqueurs de coupe 1999-2000.

## Premier tour
Les matchs aller sont joués entre le 6 et le 29 mai 1998 et les matchs retour entre le 28 mai et le 15 juillet suivant. Le Vostok-Ädil Öskemen et le Naryne Oural sont directement qualifiés pour le tour suivant.
| Club                            | Score | Club                            | Aller | Retour |
| ------------------------------- | ----- | ------------------------------- | ----- | ------ |
| Chakhtior Karagandy (D1)        | 3 - 2 | (D1) Bolat Temirtaw (en)        | 1 - 0 | 2 - 2  |
| Batyr Ekibastouz (D1)           | 4 - 3 | (D1) FK Taraz                   | 3 - 1 | 1 - 2  |
| Aksou Stepnogorsk (ru) (D1)     | 3 - 4 | (D1) Kaysar-Hurricane Kyzylorda | 2 - 1 | 1 - 3  |
| Nacha Kampania Astana (ru) (D1) | 0 - 7 | (D1) Ielimaï Semeï              | 0 - 1 | 0 - 6  |
| CSKA Almaty (en) (D1)           | 5 - 1 | (D1) FK Astana                  | 4 - 0 | 1 - 1  |
| Irtych Pavlodar (D1)            | 6 - 2 | (D1) Jiger Chimkent (ru)        | 4 - 1 | 2 - 1  |

## Quarts de finale
Les matchs aller sont joués entre le 28 mai et le 29 juillet 1998 et les matchs retour entre le 24 juillet et le 22 octobre 1998.
| Club                  | Score | Club                            | Aller | Retour |
| --------------------- | ----- | ------------------------------- | ----- | ------ |
| Batyr Ekibastouz (D1) | 2 - 1 | (D1) Chakhtior Karagandy        | 1 - 1 | 1 - 0  |
| Ielimaï Semeï (D1)    | 2 - 6 | (D1) Kaysar-Hurricane Kyzylorda | 1 - 2 | 1 - 4  |
| Irtych Pavlodar (D1)  | 1 - 4 | (D1) CSKA Almaty (en)           | 1 - 1 | 0 - 3  |
| Naryne Oural (D1)     | 0 - 8 | (D1) Vostok Öskemen             | 0 - 1 | 0 - 7  |

## Demi-finales
Les matchs aller sont joués le 4 mai et le 6 juin 1999 et les matchs retour le 17 juin et le 12 juillet suivants.
| Club                            | Score | Club                      | Aller | Retour |
| ------------------------------- | ----- | ------------------------- | ----- | ------ |
| Kaysar-Hurricane Kyzylorda (D1) | 7 - 1 | (D1) Batyr Ekibastouz     | 3 - 1 | 4 - 0  |
| CSKA Almaty (en) (D1)           | 1 - 4 | (D1) Vostok-Altyn Öskemen | 1 - 0 | 1 - 3  |

## Finale
La finale de cette édition oppose le Kaysar-Hurricane Kyzylorda au Vostok-Altyn Öskemen. Le Kaysar-Hurricane dispute à cette occasion sa deuxième finale de coupe, s'étant incliné lors de l'édition 1992 et l'édition précédente. Le Vostok-Altyn atteint quant à lui ce stade pour la troisième fois, l'ayant emporté en 1994 mais restant sur une défaite lors de la saison 1996-1997.
La rencontre est disputée le 16 juillet 1999 au stade central d'Almaty. Après une première mi-temps vierge, l'ouverture du score intervient finalement à la 80e minute de jeu lorsque Marat Esmuratov donne l'avantage au Kaysar-Hurricane. Le Vostok-Altyn réagît cependant moins de deux minutes plus tard par l'intermédiaire d'Aleksandr Antropov qui remet les deux équipes à égalité. Aucun autre but n'est inscrit par la suite, que ce soit dans le temps réglementaire ou au cours de la prolongation qui s'ensuit, poussant les protagonistes à se départager lors de la séance des tirs au but. Celle-ci tourne à l'avantage du Kaysar-Hurricane qui l'emporte sur le score de 2-0, l'ensemble des tireurs du Vostok-Altyn ratant leurs tirs respectifs pour permettre aux Kyzylordiens de décrocher leur première coupe nationale.
| Entraîneur :    |
| Abil Kalymbetov |

| Entraîneur :      |
| Valeri Jouravliov |

| Entraîneur :    |
| Abil Kalymbetov |

| Entraîneur :      |
| Valeri Jouravliov |